# Абдельсалам Лагріссі
Абдельсалам Лагріссі (араб. عبد السلام الغريسي, нар. 5 січня 1962, Ель-Ксар-ель-Кебір) — марокканський футболіст, що грав на позиції нападника.
Виступав, зокрема, за клуб ФАР (Рабат), а також національну збірну Марокко.

## Клубна кар'єра
У дорослому футболі дебютував 1982 року виступами за команду ФАР (Рабат), у якій провів вісім сезонів. 
Згодом з 1993 по 1995 рік грав у складі команд «Раджа» (Касабланка) та ФАР (Рабат).
Завершив ігрову кар'єру у команді «Ес-Сувайк», за яку виступав протягом 1998—2000 років.

## Виступи за збірну
У 1983 році дебютував в офіційних матчах у складі національної збірної Марокко.
У складі збірної був учасником чемпіонату світу 1994 року у США.